# Radiopaedia
 (juin 2014).
Si vous disposez d'ouvrages ou d'articles de référence ou si vous connaissez des sites web de qualité traitant du thème abordé ici, merci de compléter l'article en donnant les références utiles à sa vérifiabilité et en les liant à la section « Notes et références ».
Radiopaedia (ou radiopaedia.org) est un site web collaboratif à but non lucratif contenant des ressources éducatives en radiologie médicale avec des références, des articles, des images radiologiques et des dossiers de patients.
Il contient aussi une encyclopédie radiologique. Il est actuellement un des plus grands sites éducatifs gratuits de radiologie dans le monde avec plus de 16000 cas de patients et plus de 7000 articles collaboratifs de radiologie de différentes qualités. Depuis 2012, il fait partie du UMB Medica Network.

## Code
Le site était construit initialement avec MediaWiki, le programme avec lequel est construit Wikipédia. Aujourd'hui, il fonctionne avec un autre programme écrit spécialement pour le site. En 2010, la presque totalité des articles et des images appartenant à Radswiki (un autre site éducatif de radiologie) ont été donnés à Radiopaedia.

## Objectifs
Selon ses fondateurs, le but de Radiopaedia est de « développer une base de données en ligne, contenant des textes et des cas de patients où l’information est mise à jour, pertinente et utile à la fois aux étudiants et aux radiologues diplômés. L’objectif est d’aider la communauté de radiologie, et de façon plus large, toute personne qui s’intéresse à la discipline; et cela grâce à des articles collaboratifs. »
Le site a été créé en décembre 2005 par un  neuro-radiologiste australien ; le Dr Franck Gaillard. Au début, l’audience et les collaborateurs étaient plutôt australiens, mais très rapidement, les nationalités des contributeurs et les visiteurs se diversifient. 
Actuellement, le contenu est disponible uniquement en anglais.
Fonctionnant de façon similaire à Wikipédia, les utilisateurs inscrits sont autorisés à modifier la plus grande partie du contenu du site. Cela permet une mise à jour progressive à travers les années. Cela permet aussi au radiologiste et à la société en général d’affiner de façon continue le contenu des articles avec le temps.
Le site permet aussi de maintenir une bibliothèque pédagogique personnelle pour les cas de patient. 
Dans le but de combattre le vandalisme, le pourriel et tout ce qui y ressemble, un panel d’éditeurs est chargé de superviser les changements et de s’assurer que le contenu soit le plus pertinent possible.

## Droits d'auteur
La plus grande partie du contenu de Radiopaedia.org est sous licence Creative Commons.